# 3815 König
3815 König eller 1959 GG är en asteroid i huvudbältet som upptäcktes den 15 april 1959 av de tyska astronomerna Arthur König, Gerhard Jackisch och Wolfgang Wenzel i Heidelberg. Den är uppkallad efter en av sina upptäckare.
Asteroiden har en diameter på ungefär 20 kilometer och den tillhör och har givit namn åt asteroidgruppen König.